# Walter Treser
Walter Treser (* 18. April 1940 in Bad König (Odenwald); † 13. November 2021) war ein deutscher Ingenieur für Kraftfahrzeuge und Flugzeugbau.
Er war in jungen Jahren Rennfahrer und Versuchsleiter bei Pirelli. Ab 1976 war er Leiter der Vorentwicklung von Sonderfahrzeugen bei Audi, Projektleiter und Namensgeber des Audi quattro. Ab 1980 war er als Leiter von Audi Sport verantwortlich für das Rallyeprogramm.

## Eigener Fahrzeughersteller
Mit seinen eigenen Firmen Walter Treser GmbH in Hofstetten bei Ingolstadt und Walter Treser Automobilbau in Berlin baute Treser ab 1982 Sonderfahrzeuge auf Audi- und VW-Basis, unter anderem ein Cabriolet auf Basis des Audi Quattro.
Die Produktion eines eigenen Sportwagens, des Treser TR1, eines Cabrio-Coupés mit Blechdach, endete 1988 aber nach 24 gebauten Wagen, da dessen Finanzierung scheiterte. Geplant war auch eine eigene Rennserie, der TR1-Cup.
Walter Treser war ab 1991 Sportchef bei Opel und brachte den allradgetriebenen Opel Calibra in die DTM. Seit 1996 war er Direktor der Opel-Vorausentwicklung und dort für viele Neuerungen verantwortlich. Ab November 2005 war er Ehrenpräsident des Treser Club e. V., der die Historie weiterleben lässt.